# Deckenia (Plantae)
Deckenia, monotipskiu rod palmi smješten u podtribus Arecinae (po drugima u Oncospermatinae), dio tribusa Areceae, potporodica Arecoideae. Jedina vrsta je D. nobilis, endem sa Sejšela. 

## Sinonimi
- Deckeria nobilis (H.Wendl. ex Seem.) Schaedtler
- Iriartea nobilis (H.Wendl. ex Seem.) N.E.Br.